# 川口馨士
川口 馨士（かわぐち けいし、1979年2月12日 - ）は、日本のバドミントン選手。奈良県出身。右利き。元日本代表。

## 経歴
小学5年生の時、地元の高田クラブでバドミントンを始める。
1993年、四條畷学園中学校では、全国中学校バドミントン大会で、男子シングルス3位。
1996年、比叡山高等学校では、インターハイで男子シングルス、男子ダブルスともに3位。
高校卒業後は、NTT関西（のちのNTT西日本大阪）に就職する。
1998年、全日本総合バドミントン選手権大会で男子シングルス3位。
2003年、NTT東日本に移籍。
2005年、全日本社会人バドミントン選手権大会で男子ダブルス準優勝。Aグレード大会のペルー国際では男子ダブルスで優勝（パートナーは松本徹）、南パンアムクラシックでは男子シングルスで優勝した。
2007年、全日本総合バドミントン選手権大会で、男子ダブルス優勝（パートナーは川前直樹）。
2008年には、トマス杯日本代表に選出され、グループリーグ1試合に出場し勝利した。

## 主な戦歴

### 国内試合
- 1993年
  - 全国中学校バドミントン大会 男子シングルス3位
- 1996年
  - インターハイ 男子シングルス3位、男子ダブルス3位
- 1998年
  - 全日本総合バドミントン選手権大会 男子シングルス3位
- 2005年
  - 全日本社会人バドミントン選手権大会 男子ダブルス準優勝
- 2007年
  - 全日本総合バドミントン選手権大会 男子ダブルス優勝